# МАС-49
МАС-49 (фр. Fusil Semi-automatique de 7,5mm Modele 1949) је француска полуаутоматска пушка уведена у наоружање 1949. Првобитна верзија је користила метак 7.5x54mm,a након 1956. ове пушке су преправљене како би користиле муницију 7.62x51mm и добиле су ознаку МАС-49/56. У француској војсци се користила све до 1979. када је заменена пушком ФАМАС.

## Развој
Француска војска је пре Другог светског рата користила пушке Бертје и Lebel 1886. Део ових пушака је био преправљен да користи нови службени метак 7.5x54mm али највећи део војске и колонијалних снага је и даље користио пушке у старом калибру 8x50mmR што је отежавало снабдевање. такође је током 1930-их уведена модернија репетирка МАС-36 у новом калибру 7.5x54mm. Француски инжињери и конструктори су и раније експериментисали са полуаутоматским пушкама али са појавом новог домаћег метка су ови радови достигли врхунац. Први прототип полуатоматске пушке је означен као MAS-38/39, а први серијски модел MAS-40 је ушао у почетну производњу током 1940. али је ово пропало због окупације након изгубљене битке за Француску.
Након ослобођења је обновљена производња ове полуаутоматске пушке под именом MAS-44. Француска војска је наручила 50.000 комада али је до јануара 1945 испоручено свега 6.200 које су испоручене Француској морнарици. Коначна варијанта полуаутоматске пушке под ознаком MAS-49 (МАС-49) је ушла у серијску производњу и наоружање војске 1949. године, чиме је започет процес замене старијих репетирки (МАС-36, Ли-Енфилд, M1917 Енфилд, Бертје и К98) које су биле у наоружању француских трупа. Нова пушка МАС-49 је коришћена током Првог индокинеског рата и Суецке кризе.
Побољшана верзија је уведена 1956 под ознаком MAS-49/56. Промене су се огледале у новом калибру 7.62x51mm који је уведен како би се и француска војска стандардизовала са остатком НАТО пакта. Ова нова верзија је краћа и поседује тромблонски нишан и способност испаљивања тромблонских мина 22 mm.
Предузети су напори да се ова пушка замени новијим пушкама МАС-54, а касније и ФА-МАС Тип 62 али је све ово било неуспешно јер су се на тестовима показало неуспешно. Производња пушке МАС-49/56 је завршена 1978. када је одлучено да буде замењена пушком ФАМАС у булпап дизајну и мањег калибра 5.56x45mm. Произведено је 20.000 комада модела МАС-49 и 275.240 комада у побољшаној верзији 49/56.

## Технички детаљи
Пушка функционише позајмицом барутних гасова и директним ударом повратног механизма. Овај методу су Француски инжињери осмислили још 1901. године, а касније је примењивали на својим прототиповима разних полуаутоматских пушака. Мало измењени систем директног удара повратног механизма користе и америчке пушке АР-10 и М-16, као и шведска Лјунгман АГ-42.
Пушка МАС-49 користи оквире капацитета 10 метака, који се одликују тиме што је на њима ручица под опругом, којом се оквир причвршћује за пушку. На обе верзије пушке се са леве стране налази шина за уградњу оптичког нишана увећања до 400m или јачег до 800m (теоретски).
Директни удар повратног механизма по којем МАС-49 функционише дозволио је смањење покретних делова затварача пушке на свега 6 комада, и то носач затварача, задњи завртањ на којем су екстрактор, избацивач чауре, игла за опаљење и трзајна опруга. Потребно је свега неколико секунди за растављање тако једноставног затварача. Пушке МАС-49 су познате по доброј издржљивости у условима слабог одржавања јер је потребан само комад тканине и мало моторног уља за њено чишћење. Пушка се показала као изузетно поуздана у најтежим климатским и географским условима у Алжиру, Џибутију, Индокини и Француској Гвајани.
Пушке МАС-49 продате Сирији поседују копљасти бајонет док оригинална француска верзија користи бајонет у облику ножа.

## Корисници
- Алжир
- Централноафричка Република
- Француска
- Монако
- Нигер
- Вијетнам
- Сирија
- Либан
- Зимбабве: